# Guillermo I de Ginebra
Guillermo I de Ginebra, (c. 1131 - 25 de julio de 1195) fue conde de Ginebra desde 1178 hasta 1195, como sucesor de su padre, el conde Amadeo I de Ginebra. La madre de Guillermo era la primera esposa de Amadeo, Matilda de Cuiseaux. 

## Matrimonio e hijos
Se casó en primer matrimonio con Inés de Saboya (1125 - † 1172), hija de Amadeo III de Saboya y de su segunda esposa Matilde de Albon, con la que tuvo un hijo:
1. Humberto I de Ginebra, el futuro conde de Ginebra.

Su segundo matrimonio fue en 1178 con Margarita Beatriz de Faucigny (1131-1137 - † 1196) - hija de Aimón I Faucigny y Clemencia de Briançon: 
1. Aimón (1174 - † 1191/95)
2. Margarita de Ginebra, esposa de Tomás I de Saboya.[1]
3. Amadeo († 1220) Obispo de Maurienne.
4. Guillermo II de Ginebra, futuro conde de Ginebra.
5. Agata

Su tercer matrimonio, con Beatriz de Valpergue, hija de Guido de Valpergue y Beatriz Visconti, no produjo hijos.